# Dachfirst

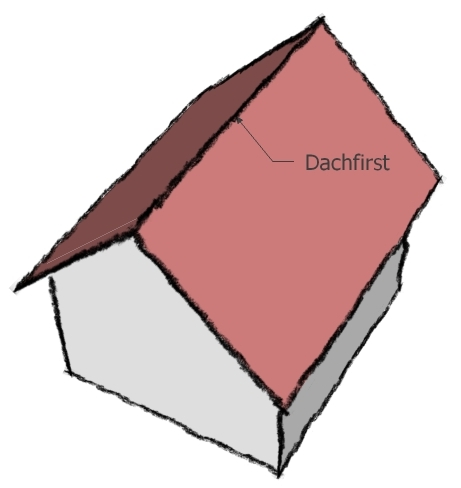
Skizze Dachfirst

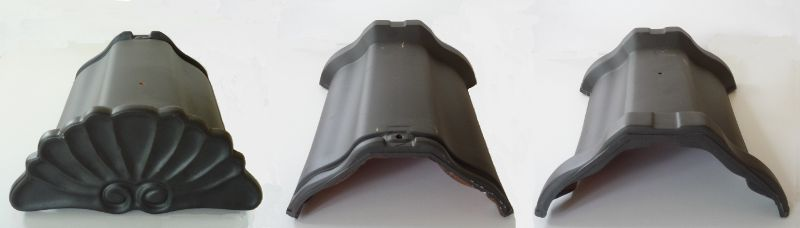
Firstziegel, von links nach rechts: Firstanfänger, (normaler) Firstziegel, Firstausgleichsziegel

Als Dachfirst (kurz First) bezeichnet man die meist waagerechte obere Kante eines Satteldaches oder anderer Dachformen. Bei gewölbten und runden, tonnenförmigen Dachkonstruktionen verläuft der First am Scheitelpunkt des Bogens. Bei einem Zeltdach ist der First auf einen Firstpunkt als oberster Punkt des Daches reduziert.

## Wortherkunft
Die Herkunft des Wortes First ist im Deutschen auf First = Erster, Oberster von Fürst (ahd. furisto = der Erste, vgl. engl. first = erst, als erstes) zurückzuführen; der Begriff ist hier sprachlich auf die oberste Linie eines Hauses übertragen worden.

## Merkmale
In den meisten Fällen ist der First waagerecht, er kann aber, wie auch die Traufe, mit positivem oder negativem Gefälle verlaufen. Man spricht dann von einem steigenden oder fallenden First. Dieser besondere Fall macht die Schiftung und den Abbund des Dachstuhls sehr anspruchsvoll.
Die Dachdeckung am First besteht bei Pfannendächern aus den Firstziegeln oder Firststeinen. Der First eines Ziegeldaches wird entweder in Mörtel aufgesetzt oder mit Trockenelementen aufgeschraubt (Trockenfirst). Der First als höchster Punkt eines Daches kann auch die Funktion der Dachentlüftung übernehmen.

## Planungsrechtliche Bedeutung

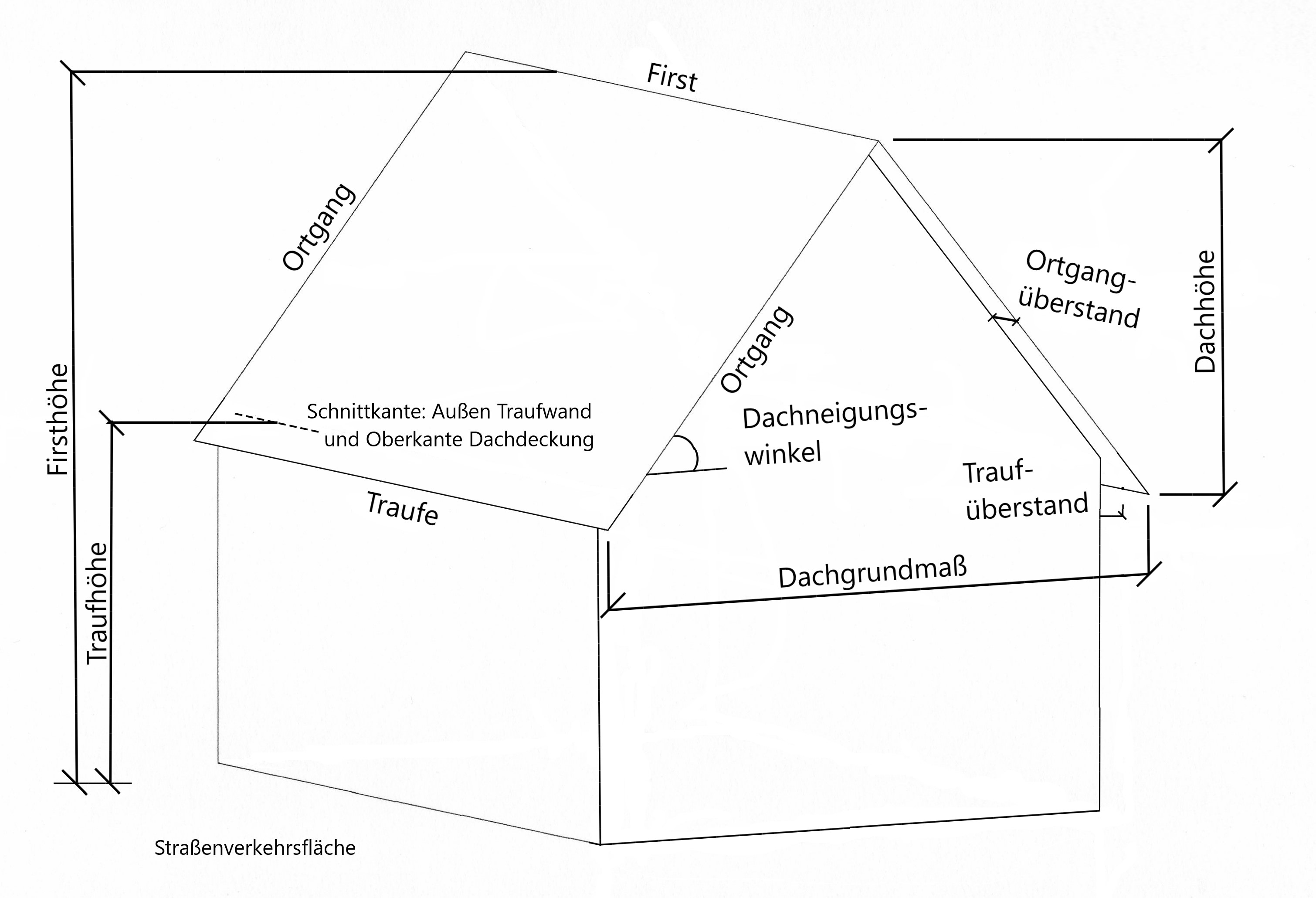
Maße und Begriffe am Dach

Im Baurecht ist häufig die Firsthöhe, ebenso wie die Wandhöhe, eine wichtige Gebäudeangabe, mit der die planungsrechtliche Zulässigkeit eines Bauvorhabens beurteilt wird. Erst bei Kenntnis der First- und Wandhöhen können die Abstandsflächen für die Giebelseiten eines Gebäudes ermittelt werden.

## Galerie

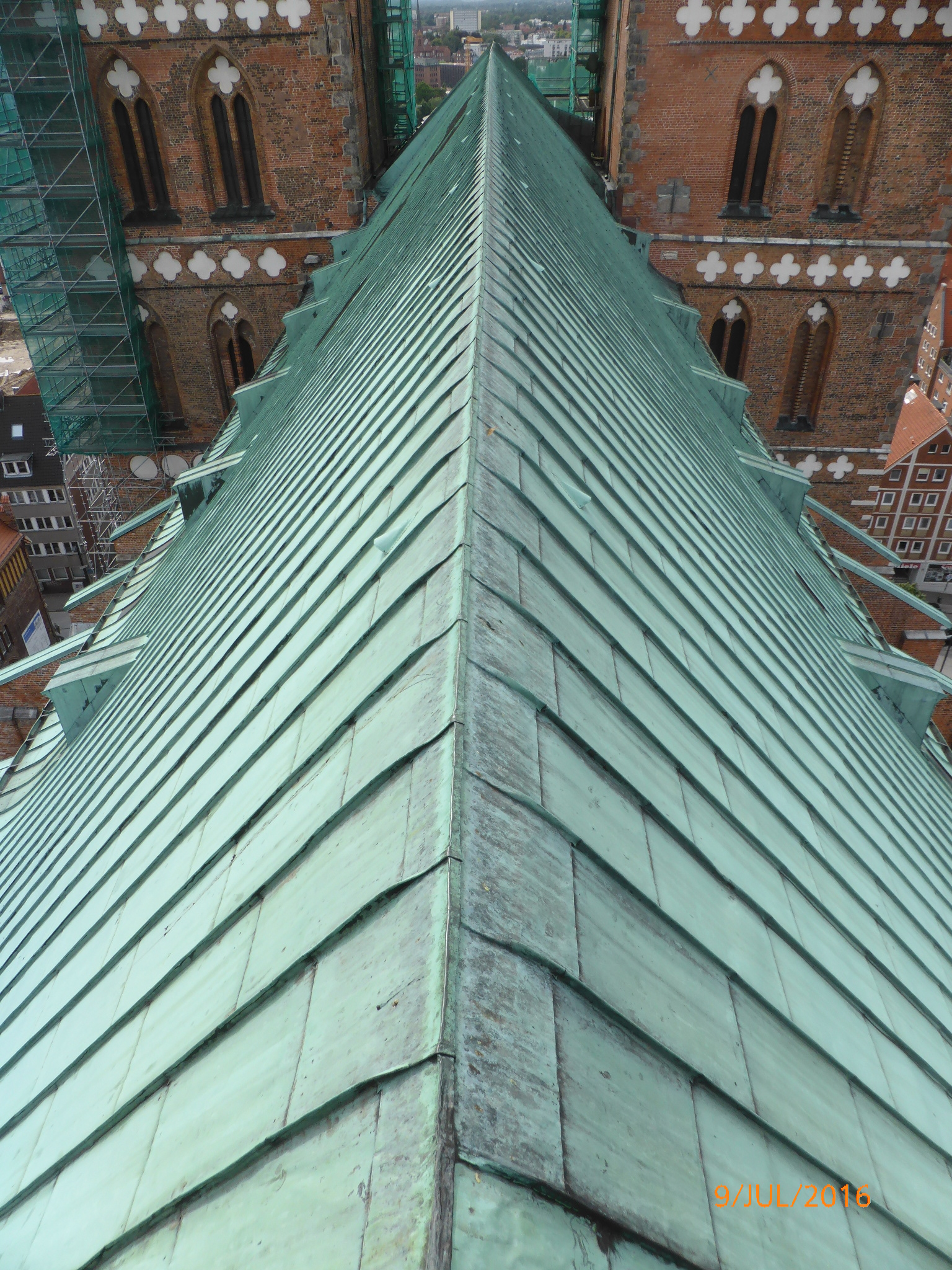
Dachfirst des Mittelschiffs von St. Marien (Lübeck)
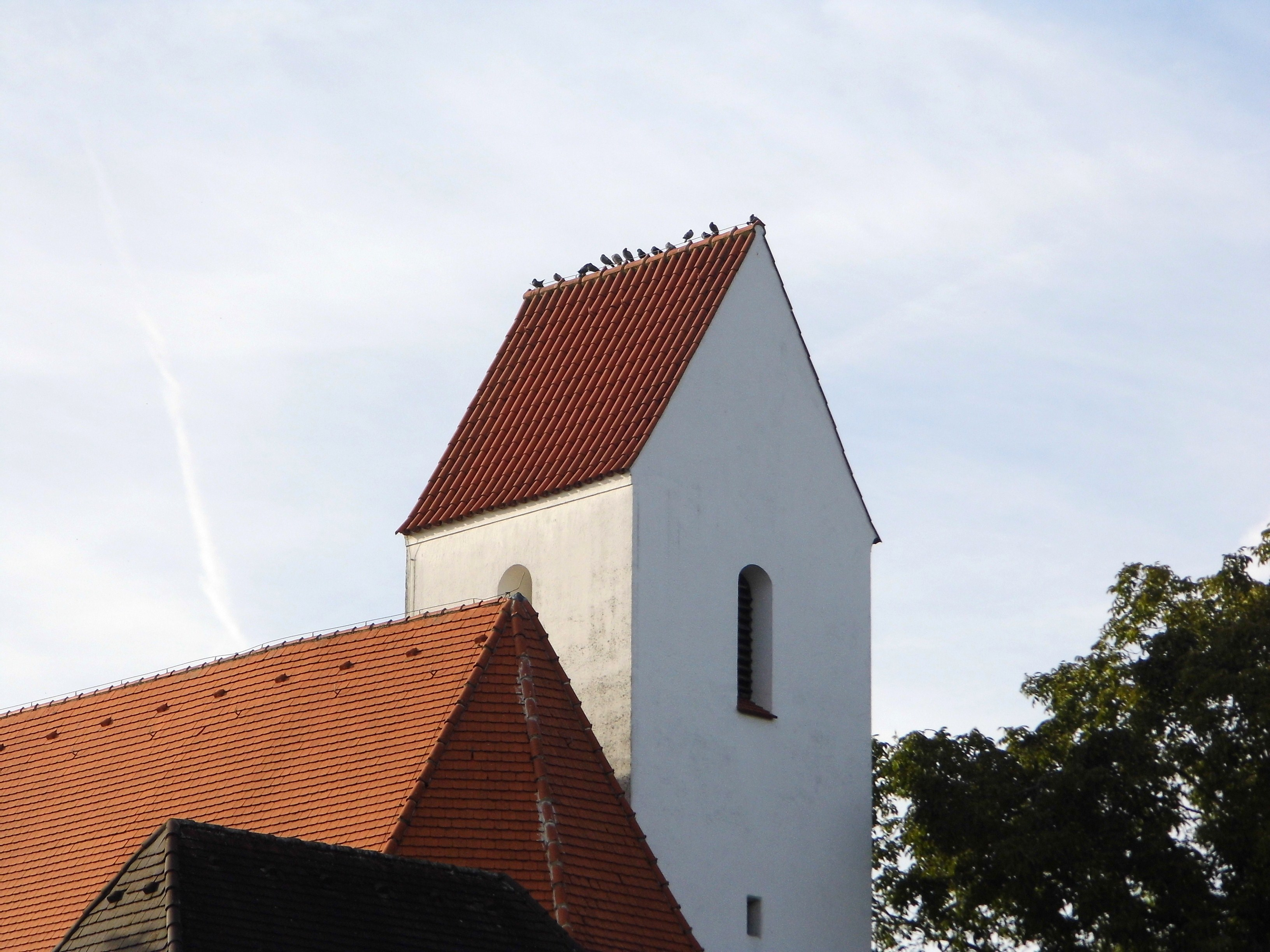
Firste bei Kirchenschiff und Turm von St. Jakobus in Jakobneuharting
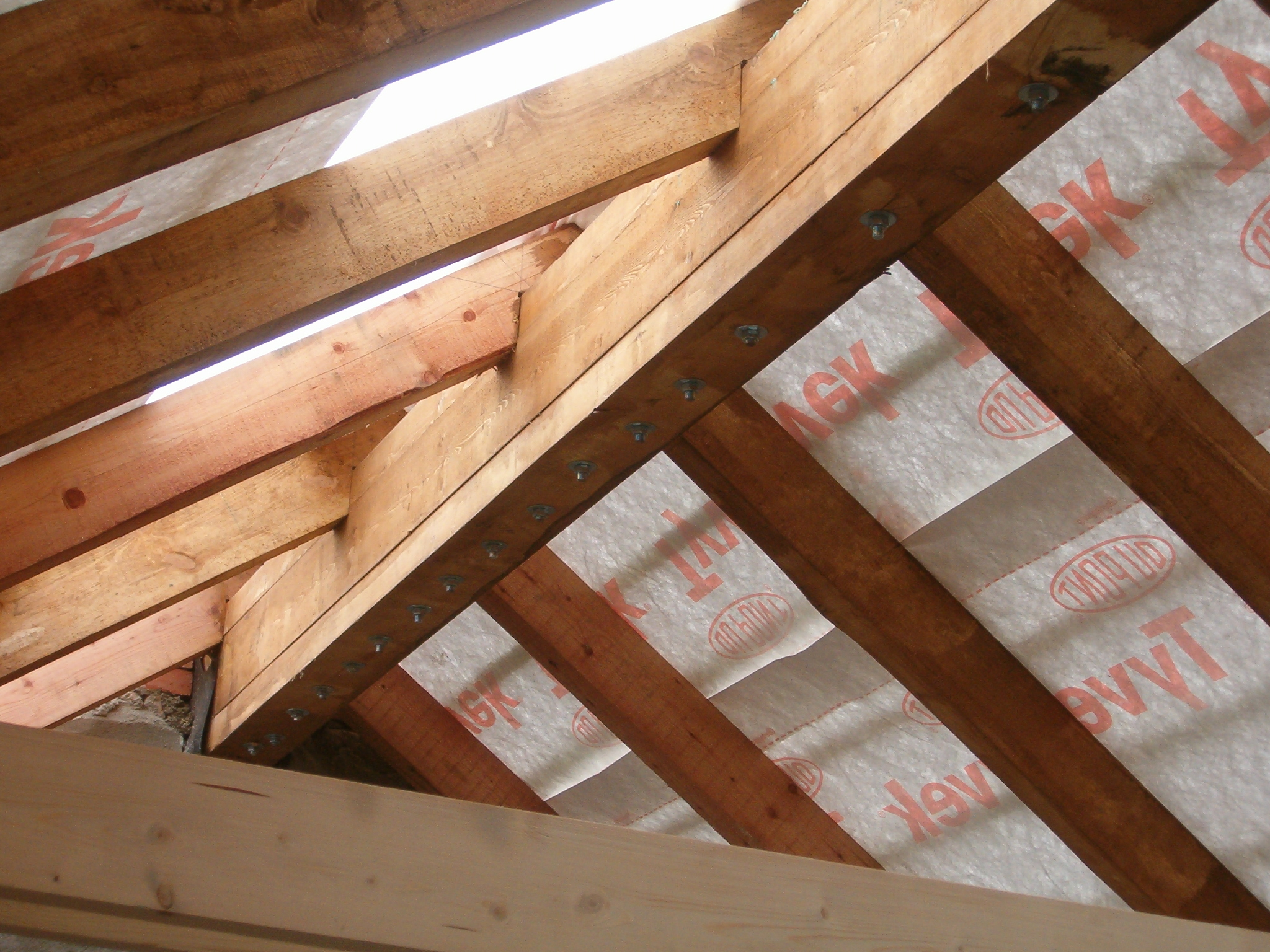
Blick von unten gegen die Firstpfette in der Dachkonstruktion
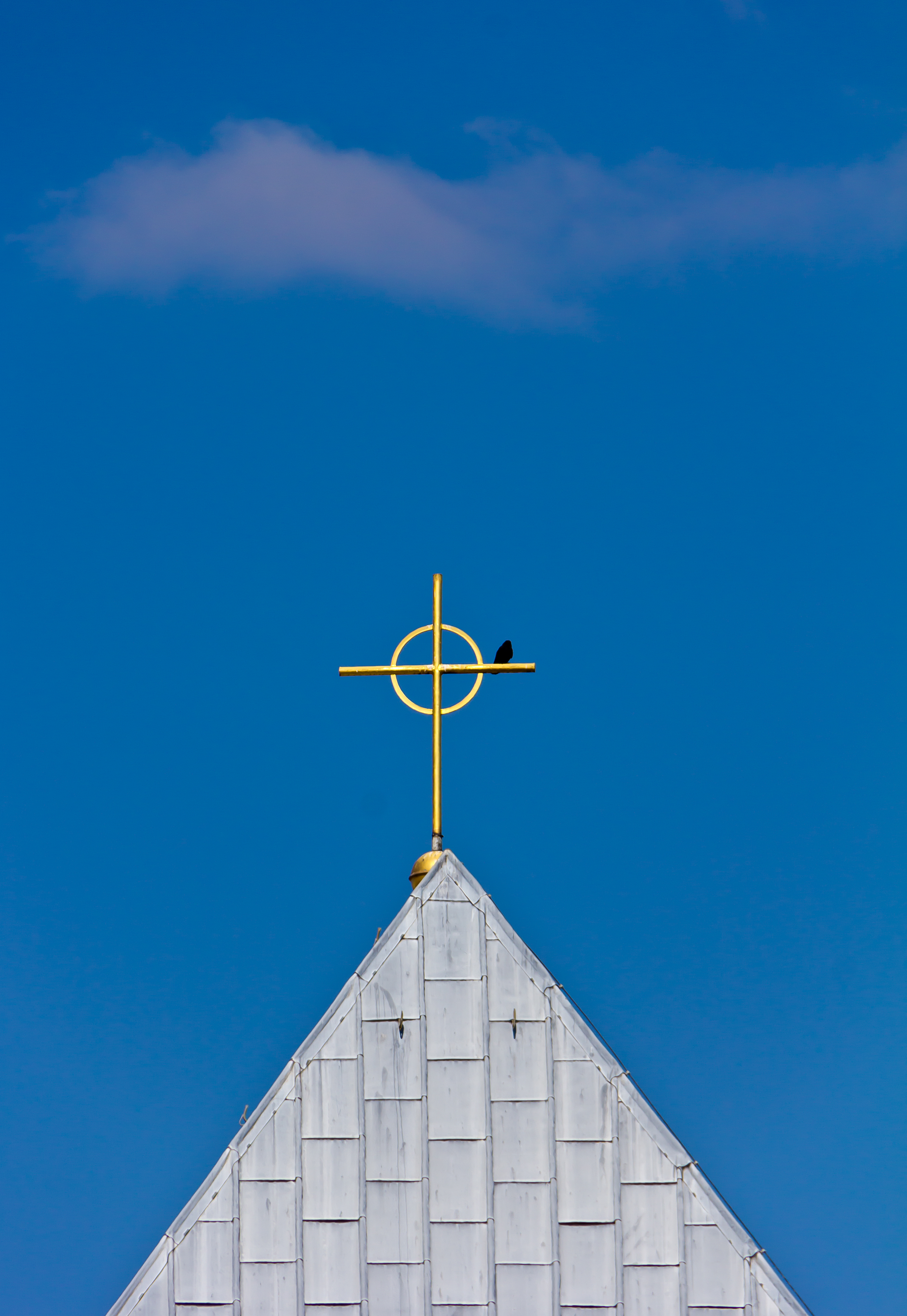
Firstpunkt, Kugel und Kreuz
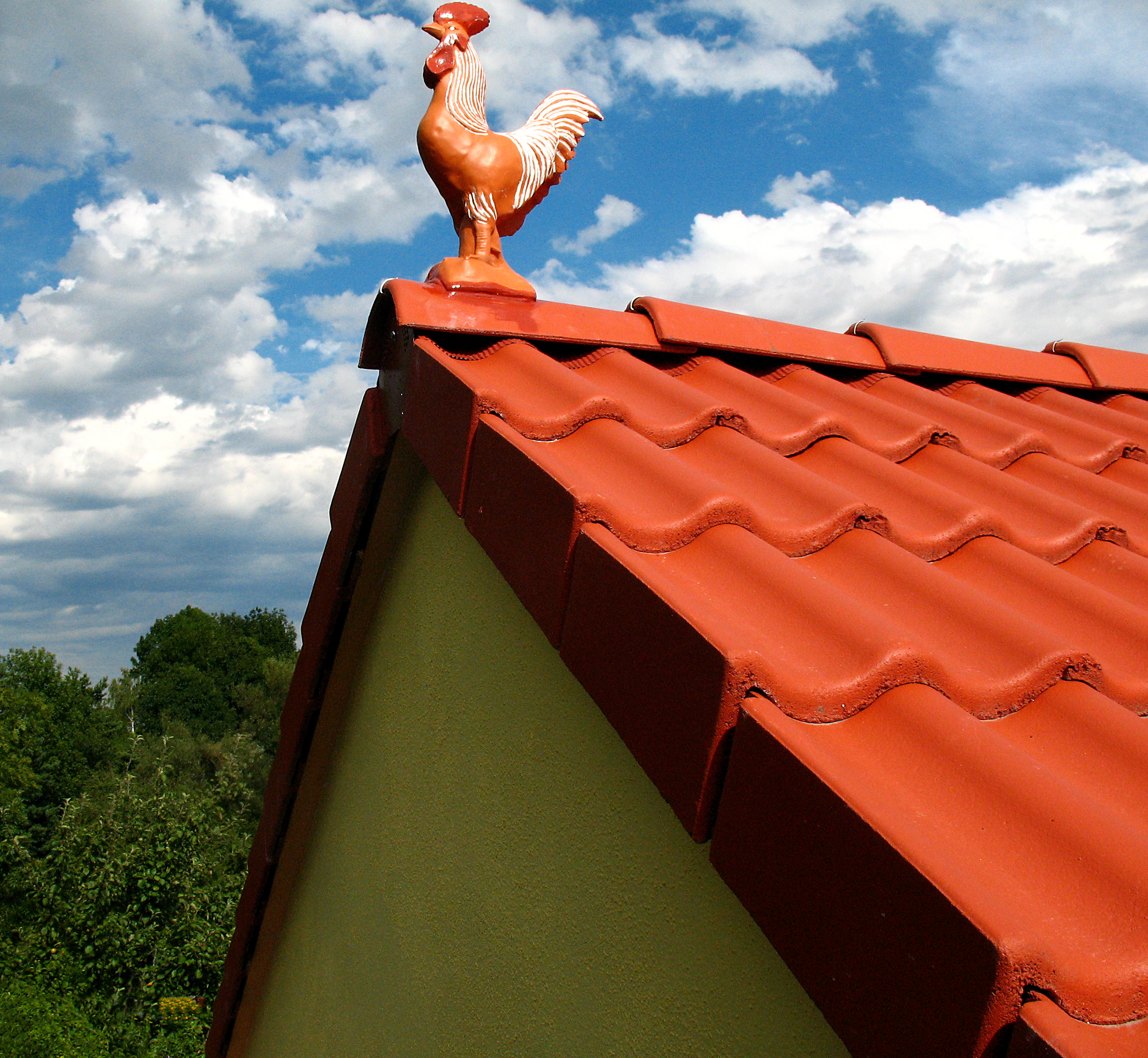
Der Dachfirst ist ein beliebter Ort für die Anbringung von Dachschmuck.
Der Höhenübergang des Firsts bei Punkt 12 wird als Verfallsgrat oder Dachverfallung bezeichnet.